# Oud-Karre
Oud-Karre (Fries en officieel: Aldkarre) is een meer in de Friese gemeenten Súdwest-Fryslân en De Friese Meren.
Het meer ligt tussen de buurtschap Galamadammen in het noordwesten en het dorp Kolderwolde in het oosten. Aan de westzijde ligt de N359. Het meer werd ook Oude Keren genoemd.
Aan de noordzijde van Oud-Karre ligt het meer De Holken. Aan de zuidzijde is er verbinding met de Rijstervaart. Het meer maakt deel uit van de route van de Elfstedentocht.

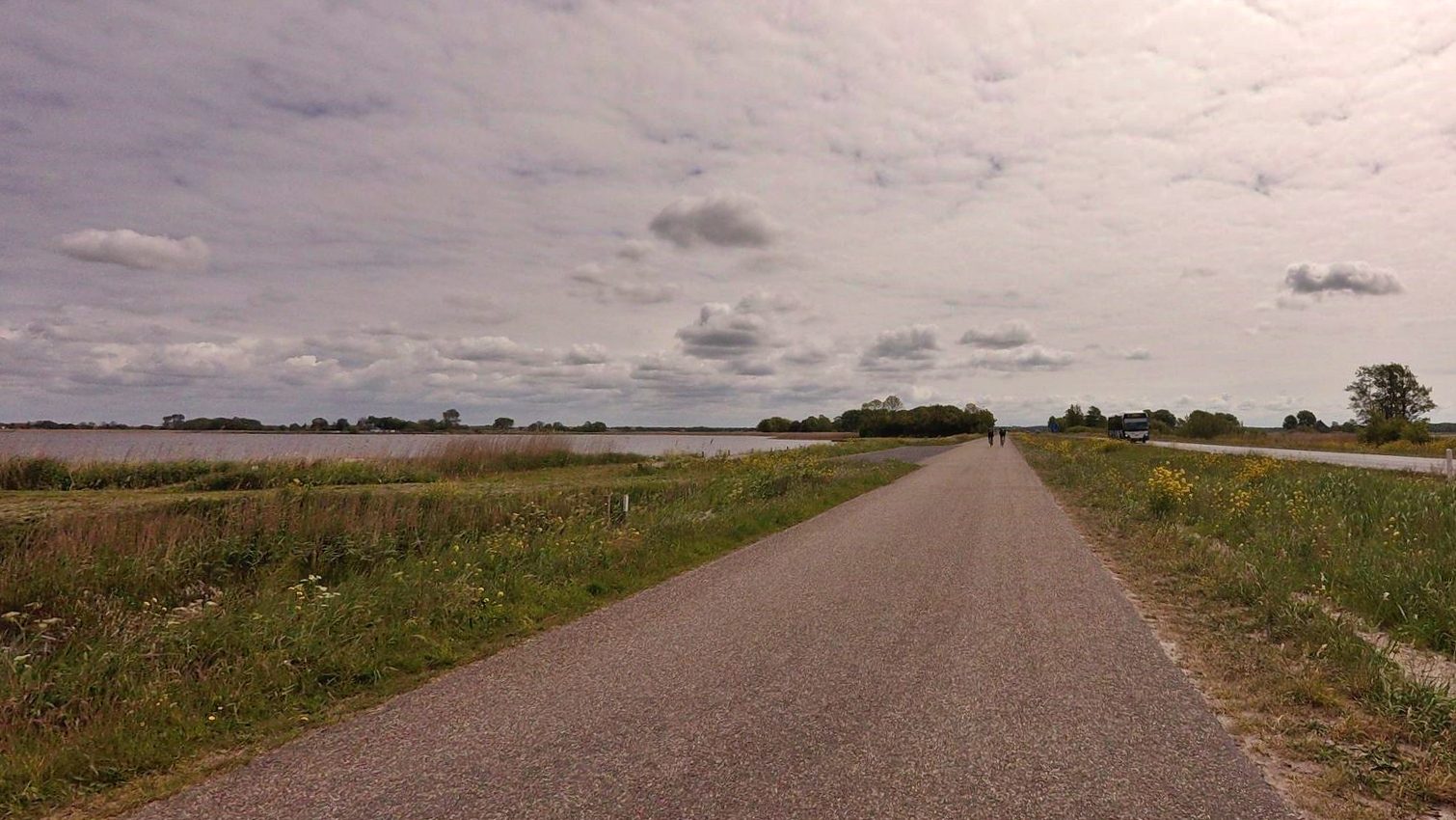
Links Oud-Karre, rechts (west) de N359

Zwette · Stadsgracht (Sneek) · Geeuw · Wijddraai · Wijde Wijmerts · Nauwe Wijmerts · Noorder Ee · Ee (Woudsend) · Slotermeer · Slotergat · Slotermeer · Luts · Van Swinderenvaart · Spookhoekstervaart · Rijstervaart · Oud-Karre · Johan Frisokanaal · Morra · Johan Frisokanaal · Noorderdijkvaart · Het Wijd · De Gronzen · Indijk · Zijlroede (Hindeloopen) · Oude Oostervaart · Dijkvaart · Horsa · Burevaart · Diepe Dolte · Workumertrekvaart · Het Kruiswater · Stadsgracht (Bolsward) · Witmarsumervaart · Harlingervaart · Bolswardervaart · Zuidoostersingel · Noordoostersingel · Noordergracht (Harlingen) · Van Harinxmakanaal · Sexbierumervaart · Noordergracht (Franeker) · Dongjumervaart · Ried · Berlikumerwijd · Moddergat · Wierzijlsterrak · Blikvaart · Zuidhoekstervaart · Ouwe Rij · Leistervaart · Finkumervaart · Dokkumer Ee · Het Kleindiep · Dokkumer Ee · Oudkerkstervaart · Murk · Ouddeel · Bonkevaart (finish)